# Малый Кожлаял
Малый Кожлаял (мар. Изи Кожлаял) — деревня в Моркинском районе Республики Марий Эл. Входит в состав Себеусадского сельского поселения.

## География
Находится в юго-восточной части республики Марий Эл на расстоянии приблизительно 4 км по прямой на запад-северо-запад от районного центра посёлка Морки.

## История
Упоминается с 1795 года деревня Изи Кожлаял с 9 дворами. В 1839 году здесь (выселок) было 24 двора, 74 души мужского пола. В 1886 году насчитывались 42 двора, 240 человек, большинство мари, в 1923 году 336 жителей. В 1958 году в деревне насчитывалось 88 домов. В 1990-е годы ранее существовавшие в населённом пункте производственные объекты расформированы. В 2004 году в деревне находилось 51 хозяйство. В советское время работали колхозы «Куатле» и «Марий коммуна».

## Население
Население составляло 181 человек (мари 98 %) в 2002 году, 149 в 2010.